# Laufey (zangeres)
Laufey Lín Bing Jónsdóttir [ˈlœyːvei ˈliːn ˈjounstouhtɪr̥] (Reykjavik, 23 april 1999), beter bekend als Laufey, is een IJslandse singer-songwriter en muziekproducent. Ze werd begin jaren 2020 bekend met haar succes als een jazz-geïnspireerde popartiest, onder andere door recensenten die haar succes met jazz-inflected muziek opvielen, ondanks de sterk dalende trend van dit genre.
Laufey trad op 15-jarige leeftijd op als cellosolist bij het IJslands Symfonieorkest en was finalist bij de 2014-editie van IJslands Got Talent, en was het jaar daarna een halve finalist bij The Voice Ísland. In 2021 kwam haar debuut-EP Typical of Me uit, en in hetzelfde jaar studeerde ze af aan het Berklee College of Music in Boston. Haar debuutalbum Everything I Know About Love (2022), kwam hoog in de IJslandse en Amerikaanse hitlijsten te staan. Haar vervolgalbum, Bewitched (2023), won de Grammy Award for Best Traditional Pop Vocal Album bij de 66e Grammy Awards-uitreikingen in 2024, met de single From The Start, die groot succes vond in de hitlijsten van Canada, Nieuw-Zeeland en het Verenigd Koninkrijk.

## Jeugd en onderwijs
Laufey werd geboren op 23 april 1999 in Reykjavik, als dochter van een IJslandse vader en een Chinese moeder, afkomstig uit Guangzhou. Haar moeder is een klassieke violiste en haar opa, Lin Yaoji, was een vioolleraar aan het Centrale Muziekconservatorium in China, wat Laufey aanmerkt als een inspiratiebron van haar liefde voor muziek. Ze heeft een identieke tweelingzus genaamd Júnía Lín Jónsdóttir, een violist en Laufey's creative director. Júnía woonde twee jaar in Washington D.C., maar verhuisde in 2008 terug naar Reykjavik, waar ze studeerde aan het Álftamýrarskóli. Laufey begon met het leren van de piano toen ze 4 jaar oud was, en begon met de cello op 8-jarige leeftijd. Ze studeerde af aan het Reykjavík College of Music, waar ze ook zingen studeerde in 2018. Veel van haar jeugd werd besteed in Reykjavik en Washington D.C., en aan het bezoeken van Peking.
Op 15-jarige leeftijd trad Laufey op als cellosolist met het IJsland Symfonieorkest. Terwijl ze in IJsland was, nam Laufey deel aan de 2014-editie van Iceland Got Talent, waar ze eindigde als finalist. Het jaar daarop verscheen ze ook als deelnemer aan The Voice Ísland en bereikte ze de halve finales. Ze was destijds de jongste deelnemer in de geschiedenis van de serie. 
Laufey studeerde in 2021 af met aan het Berklee College of Music. Sinds oktober 2023 woont ze in Los Angeles.

## Carrière

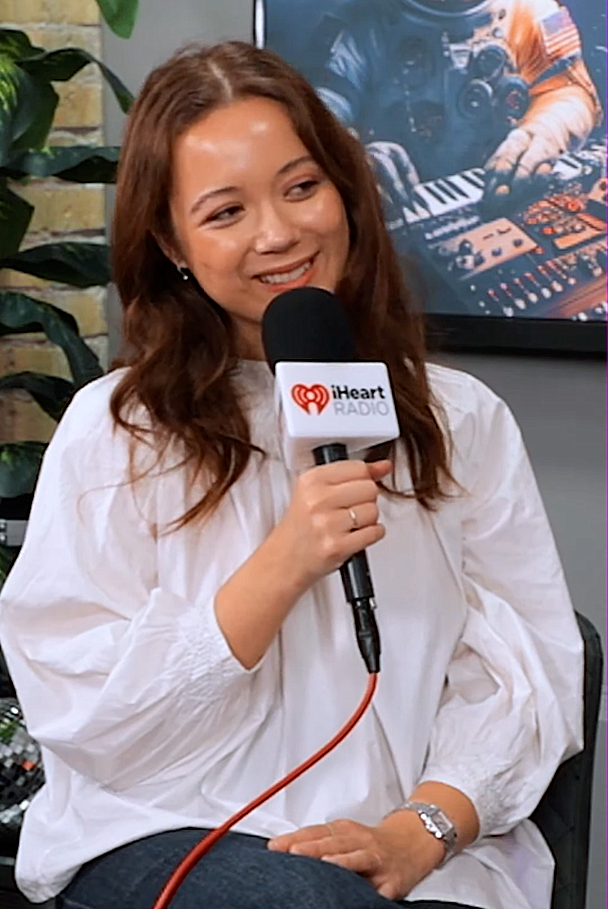
Laufey tijdens een interview met iHeartRadio in 2023

Op 6 april 2020 bracht Laufey haar debuutsingle Street by Street uit. Deze stond op nummer 1 op de hitlijst van de IJslandse radio. Daarna verscheen haar eerste EP, Typical of Me, op 30 april 2021, met  Street by Street en 6 andere liedjes, veel hiervan geschreven in haar studentenkamer. Rolling Stone gaf vooral veel lovende kritiek op haar uitvoering van I Wish You Love. American Songwriter nam de EP op in hun lijst van beste albums van 2021. Typical of Me kreeg ook nog aandacht van muzikanten zoals Willow Smith en Billie Eilish.
In hetzelfde jaar organiseerde Laufey in de lente en zomer, en opnieuw in december voor een kerstspecial, een wekelijkse uitvoering op BBC Radio 3, genaamd Happy Harmonies, waarin ze opbeurende muziek in een groot aantal aan genres belichtte. In november trad Laufey op op het London Jazz Festival.  Rond dezelfde tijd werkte ze samen met het London Philharmonic Orchestra om haar nummer Let You Break My Heart Again uit te brengen.  In december werkte ze samen met Dodie om nóg een single uit te brengen, Love To Keep Me Warm, hun eigen draai aan het liedje Winter Weather van Ted Shapiro.
In 2022 was Laufey's televisiedebuut, toen ze verscheen als muzikale gast bij Jimmy Kimmel Live! op 21 januari. Aldaar trad ze op met haar liedje Like the Movies van haar EP Typical of me. Later dat jaar kwam haar debuutalbum Everything I Know About Love uit, op 26 augustus via AWAL, wat tot lovende kritieken leidde. Op Billboards Alternative New Artist Album hitlijst piekte het album op nummer 1 op het debuut.
In augustus 2023 werd aangekondigd dat Laufey een wereldwijde publicatieovereenkomst had getekend met Warner Chappell Music. De volgende maand, op 8 september 2023 kwam haar tweede album, Bewitched, uit. Een week voor de release lekte ze de partituur zodat fans het album vooraf konden afspelen. Het album kreeg lovende kritieken en leverde Laufey haar eerste nominatie en Grammy Award op voor Best Traditional Pop Vocal Album bij de  jaarlijkse Grammy Awards van 2024, waar ze optrad met Billy Joel op zijn slotnummer Turn the Lights Back On. 

## Publiek imago

### Invloeden en muziekstijl
Hoewel Laufey geïnspireerd was door klassieke muziek, klassieke muzikanten zoals Frédéric Chopin en ook klassieke muziek speelde vanaf een jonge leeftijd, trad ze meer naar haar vaders LP's van vrouwelijke jazzmuzikanten, zoals Ella Fitzgerald en Billie Holiday om haar muzikale stijl te ontwikkelen. Ze heeft Fitzgerald en Chet Baker aangewezen als haar grootste artistieke beïnvloedingen, waarbij ze Fitzgerald aanwees als haar favoriete muzikant. Laufey wees ook Taylor Swift, Norah Jones en Adele aan als inspiraties voor haar muzikantschap. Ze zei: "Swift heeft gedaan voor pop en country wat ik hoop te doen voor jazz. Het is haar gelukt om mensen over de hele wereld te verbinden, wat een van mijn grootste doelen is als een muzikant."
De exacte genre van Laufey's muziek is een onderwerp van discussie. Zelf beschrijft ze haar genre als jazz of jazz pop, terwijl organisaties zoals National Public Radio, The New York Times en The Sydney Morning Herald haar muziek aanwijzen als iets dat element van jazz, pop, bossanova en klassieke muziek bevat, samengevat als traditionele pop en old-time pop vanwege de mix van stijlen in haar liedjes.

### Lovende kritieken
Veel recensenten, zoals Maura Judkis, een editor van The Washington Post, en editor Murray Stassen van Music Business Worldwide wezen naar het feit dat Laufey jazz als het ware aan het terugbrengen is naar Generatie Z, omdat het genre een sterk dalende trend heeft meegemaakt sinds de moderne tijd, vergeleken met andere genres. Michael Dwyer van The Sydney Morning Herald wees haar zelfs aan als de 'TikTok jazz ambassadeur'. Organisaties als Billboard en National Public Radio zijn van mening dat Laufey als het ware een blauwdruk heeft gemaakt voor het succes van jazz in de moderne muziekindustrie, door middel van jazz terugbrengen in de alledaagse stroom. Haar tweede album, Bewitched, ontving veel lovende kritieken vanwege zijn compositie en haar werkwijze met jazz. Het album ontving een score van 83 op 100 op recensies van Metacritic gebaseerd op de reviews van zes recensenten.

### Mode
Laufey wordt gekenmerkt door haar simpele en casual kledingstijl, met een mix van elementen als kant, pastelkleuren en felle metallieke elementen in haar kledij.

## Discografie

### Studio-albums
| Titel                        | Details                                                                                                 |
| ---------------------------- | --- |
| Everything I Know About love | - Uitgebracht: 26 augustus 2022 - Label: AWAL - Formaat: LP, CD, digitale download, streaming           |
| Bewitched                    | - Uitgebracht: 8 september 2023 - Label: AWAL - Formaat: LP, CD, Cassette, digitale download, streaming |

### Live-albums
| Titel                                                 | Details                                                                           |
| ----------------------------------------------------- | --------------------------------------------------------------------------------- |
| A Night at the Symphony (met IJslands Symfonieorkest) | - Uitgebracht: 2 maart 2023 - Label: AWAL - Formaat: Digitale download, streaming |

### EP's
| Titel                                 | Details | Top hitlijst posities |
| ------------------------------------- | --- | --------------------- |
| Typical Of Me                         | - Uitgebracht: 30 april 2021 - Label: In eigen beheer uitgebrachte, AWAL - Formaat: Digitale download, streaming, vinyl | 2                     |
| The Reykjavík Sessions                | - Uitgebracht: 22 september 2022 - Label: AWAL - Formaat: Digitale download, streaming                                  | –                     |
| A Very Laufey Holiday!                | - Uitgebracht: 11 november 2022 - Label: AWAL - Formaat: Digitale download, streaming                                   | –                     |
| Christmas with You (met Norah Jones ) | - Uitgebracht: 10 november 2023 - Label: Capitol, Blue Note - Formaten: streaming                                       | –                     |

### Singles
| Titel                                                          | Jaar | Certificaten                         | Album                        |
| -------------------------------------------------------------- | ---- | ------------------------------------ | ---------------------------- |
| Street by Street                                               | 2020 |                                      | Typical of Me                |
| Someone New                                                    | 2020 |                                      | Typical of Me                |
| Best Friend                                                    | 2021 |                                      | Typical of Me                |
| Let You Break My Heart Again (met Philharmonia Orchestra)      | 2021 |                                      | Single zonder album          |
| Love Flew Away (met Adam Melchor)                              | 2021 |                                      | Single zonder album          |
| Love to Keep Me Warm (met Dodie)                               | 2021 |                                      | A Very Laufey Holiday!       |
| Valentine                                                      | 2022 |                                      | Everything I Know About Love |
| Everything I Know About Love                                   | 2022 |                                      | Everything I Know About Love |
| Fragile                                                        | 2022 |                                      | Everything I Know About Love |
| Dear Soulmate                                                  | 2022 |                                      | Everything I Know About Love |
| Falling Behind                                                 | 2022 |                                      | Everything I Know About Love |
| Ain't Christmas (Alexander 23 met Laufey)                      | 2022 |                                      | Single zonder album          |
| The Christmas Waltz                                            | 2022 |                                      | A Very Laufey Holiday!       |
| Valentine (Live bij de Symfonie) (met IJslands Symfonieorkest) | 2023 |                                      | A Night at the Symphony      |
| From the Start                                                 | 2023 | - ARIA: Gold - MC: Gold - RIAA: Gold | Bewitched                    |
| Promise                                                        | 2023 |                                      | Bewitched                    |
| Bewitched                                                      | 2023 |                                      | Bewitched                    |
| California and Me (met Philharmonia Orkest)                    | 2023 |                                      | Bewitched                    |
| A Night to Remember (met Beabadoobee)                          | 2023 |                                      | Single zonder album          |
| Christmas Dreaming                                             | 2023 |                                      | A Very Laufey Holiday!       |
| Winter Wonderland                                              | 2023 |                                      | Spotify Singles Holiday      |

### Andere hitlijst-liedjes
| Titel       | Jaar | Album     |
| ----------- | ---- | --------- |
| Dreamer     | 2023 | Bewitched |
| Second Best | 2023 | Bewitched |
| Haunted     | 2023 | Bewitched |
| Lovesick    | 2023 | Bewitched |

## Prijzen en nominaties
| Prijs         | Jaar | Werk      | Categorie                        | Resultaat |
| ------------- | ---- | --------- | -------------------------------- | --------- |
| Grammy Awards | 2024 | Bewitched | Best Traditional Pop Vocal Album | Gewonnen  |